# Cinnadenia
Genre
Classification APG III (2009)
Cinnadenia est un genre de plantes à fleurs de la famille des lauracées présent dans les forêts humides de haute et basse montagne d'Asie du Sud-Est. Il a été décrit par Kostermans au Vietnam en tant qu'Andansonia, in: Recueil périodique d'observations botaniques, 3:223, en 1973. Il comprend deux espèces :
- Cinnadenia malayana Kosterm.
- Cinnadenia paniculata (Hook.f) Kosterm.: cette dénomination remplace celle de Dodecadenia paniculata Hook.f. (espèce type[1]).